# Fót
Fót é uma cidade da Hungria, situada no condado de Peste. Tem 37,4 km² de área e sua população em 2019 foi estimada em 19.674 habitantes.